# Charles Guérin (roman)
Pour les articles homonymes, voir Charles Guérin et Guérin.
Charles Guérin est un roman du Canadien de Pierre-Joseph-Olivier Chauveau publié pour la première fois en feuillets et sous pseudonyme en 1846 dans l’Album littéraire et musical de La Revue canadienne, puis signé en 1852-1853. L'histoire se passe en 1831-1832.
Le titre n'a aucun lien avec le poète français Charles Guérin, dont la naissance est d'ailleurs ultérieure à la parution du roman.

## Résumé
Le roman se divise en quatre parties, chacune comportant de sept à neuf chapitres.
Première partie. Charles Guérin est un jeune homme qui vit avec sa mère, son frère Pierre et sa sœur Louise dans la paroisse de R... sur la Côte-du-Sud près de Québec. Son père est mort depuis de nombreuses années. Sa mère détient une terre dont une partie a été achetée par un créancier, M. Wagnaër, qui habite donc la résidence la plus somptueuse de la terre, alors que la famille Guérin habite la demeure la plus modeste. Cette terre comporte une rivière qui serait parfaite pour l'aménagement d'un moulin à scie, et M. Wagnaër la convoite au complet.
Le roman commence au moment où les deux jeunes frères doivent choisir une carrière. Se sentant trop limité par les choix professionnels traditionnels des Canadiens français (médecine, droit, religion), Pierre décide de partir à l'aventure et demande à sa famille de le tenir pour mort, malgré toute l'affection qu'il a pour elle. Charles, lui, se destine au droit et fait son apprentissage dans le cabinet d'un dénommé Dumont à Québec.
Deuxième partie. Charles montre peu d'ardeur au travail, notamment absorbé par ses sentiments pour la belle Clorinde, fille de M. Wagnaër. Son patron l'incite à aller passer quelques semaines chez son beau-frère qui tient une ferme au sud de Montréal. Charles y découvre Marichette, la fille de son hôte; les deux tombent éperdument amoureux, et Charles lui jure qu'il reviendra la chercher après avoir annoncé ses intentions à sa mère.
Troisième partie. De retour à Québec, Charles oublie bien vite la paysanne Marichette en redécouvrant la brillante Clorinde, qui est elle-même amoureuse de lui et aux charmes de qui il succombe. Ce lien fait l'affaire de M. Wagnaër, qui pourrait ainsi récupérer la terre convoitée sans coup férir. Ce que Charles ne sait pas, c'est que son ami Henri Voisin, jeune avocat arriviste et sans scrupule, est en fait son rival, aussi bien pour l'amour de Clorinde que pour la terre des Guérin. Voisin, Wagnaër et le commis de celui-ci arrivent par tromperie à endetter Charles de telle sorte que la terre familiale doit être vendue aux enchères; elle le sera à un prête-nom de Wagnaër.
Quatrième partie. Madame Guérin s'installe avec Louise et Charles dans une petite maison du faubourg Saint-Jean de Québec, en pleine épidémie de choléra (historique). Elle succombe à la maladie, avant d'avoir eu le bonheur de voir son fils qui revient à Québec justement ce jour-là, après de longues péripéties en Europe où il est devenu prêtre. Clorinde, pour sa part, ayant dû refuser la proposition de mariage de Charles en raison d'un serment fait en son jeune âge à sa mère mourante, a décidé d'entrer au couvent au lieu d'épouser Henri Voisin à qui la destinait son père, prouvant par là son amour sincère. Pour sa part, Charles hérite pour un tiers de la fortune de son ancien patron au décès de celui-ci, les deux autres tiers étant destinés à Marichette, sa nièce. Charles, honteux de sa conduite envers Marichette quoique toujours amoureux d'elle, décide de renoncer à sa part de l'héritage, mais Marichette, qui n'a cessé d'aimer Charles malgré son absence et son silence, voit les choses d'un autre œil.
Épilogue. Charles se laisse convaincre et épouse Marichette, alors que sa sœur Louise, pour sa part, unit sa destinée à Jean Guilbault, grand ami de Charles et médecin de son état. Après avoir habité quelque temps la région de son épouse, où ont déménagé Louise et Jean, Charles décide quelques Canadiens (Canadiens français) qui songent à s'exiler à fonder plutôt une nouvelle paroisse dans les Cantons-de-l'Est. Jean s'y établira bien sûr comme médecin.
En conclusion du roman, l'auteur, député depuis peu (et appelé à devenir plus tard premier ministre du Québec), fait un clin d'œil au lecteur : « Malheureusement, sa réputation d’homme de bon conseil s’est répandue au loin dans les autres paroisses, et l’on parle fortement de lui déférer la députation au prochain parlement... Bons lecteurs, et vous aimables lectrices, si vous vous intéressez à lui et à sa jeune famille, priez le ciel qu’il leur épargne une si grande calamité !... »

## Genre et style
Le roman est d'un genre et d'un style très similaires à ce qui s'écrivait en France à la même époque. Les intrigues amoureuses et financières, de même que les réflexions sur la société et sur la condition humaine, ne sont par exemple pas sans rappeler Balzac. Le style est très relevé, de même que le langage des personnages principaux. Toutefois, l'auteur fait régulièrement parler les « habitants » avec la langue du cru, expliquant parfois certaines expressions ou déformations de mots populaires. D’après  Jean-Claude Falardeau, le roman dépeint « certains traits majeurs de la société canadienne-française de l’époque ».

## Extraits
- « C’était vers la fin d’une belle après-midi du mois de septembre, et l’endroit natal des jeunes Guérin était une de ces riches paroisses de la côte du sud, qui forment une succession si harmonieuse de tous les genres de paysages imaginables, panorama le plus varié qui soit au monde, et qui ne cesse qu’un peu au-dessus de Québec, où commence à se faire sentir la monotonie du district de Montréal. » (I, 1, « Le dernier soir des dernières vacances »)
- « Les arguments d’ailleurs se pressaient trop serrés, trop logiques, trop irréfutables dans la bouche de madame Guérin, pour que le doute ne se changeât pas bien vite en certitude. Pourquoi, si M. Wagnaër voulait réellement faire son gendre de Charles, aurait-il laissé vendre cette propriété qu’il lui était si important de posséder ? Était-il croyable qu’il n’eût pas pu payer une somme aussi peu considérable ? Était-ce bien par philanthropie qu’il avait engagé deux jeunes hommes à peine maîtres de leurs volontés, à se rendre responsables pour un homme qui leur était parfaitement étranger ? Lui-même s’était-il mis dans des affaires si mauvaises en apparence, de gaieté de cœur, avec l’expérience et l’habileté que tout le monde lui accordait ? Henri Voisin, plus au fait de transactions semblables, avait-il pu ne pas en voir la portée ? Quel intérêt secret avait-il à duper Charles, tout en se dupant lui-même ? Enfin, il y avait une chose claire : la propriété que M. Wagnaër avait toujours convoitée, échappait à la famille Guérin à la suite d’une transaction à laquelle le rusé marchand avait pris une part active.
Il est impossible de dire la honte, le dépit, l’indignation, l’effroi, le dégoût, et l’amère douleur qui suivirent dans l’âme de Charles la conviction que, depuis un an, il était le jouet de deux ou trois intrigants, et que, par son étourderie, il avait complètement ruiné son avenir, perdu la fortune de sa famille, et porté la désolation dans le cœur de sa mère, que ce dernier malheur conduirait peut-être au tombeau. » (III, 6, « Un homme de paille et un homme de fer »)
- « Puis elle prit la petite croix de corail qu’elle m’avait donnée, elle la plaça dans mes mains. “Garde toujours cette petite croix pour te souvenir de moi. Me promets-tu de ne pas te marier malgré ton père et de l’écouter toujours en toutes choses ?
– Je promets, dis-je, de me marier comme papa voudra.
– Eh bien, dit-elle, chaque fois que tu verras cette petite croix, tu te souviendras de ce que tu m’as promis, n’est-ce pas ?...” Elle fit encore un effort, m’embrassa, et l’on m’emporta.
[...] Je fis graver sur la petite croix de corail mes initiales et la date du jour funeste où je perdis ma pauvre mère.
Maintenant, vous savez tout. Ce vœu solennel fait entre les mains d’une mourante ; cette promesse de mon enfance, pensez-vous, Charles, que je doive y manquer ? » (III, 9, « La petite croix de corail »)

## Texte intégral
- Charles Guérin : roman de mœurs canadiennes, 1853

## Éditions
- 1846, Album littéraire et musical de La Revue canadienne.
- 1853, G.H. Cherrier, éditeur. (Note : Dans cette édition, on voit l'année 1853 sur une des pages de garde et l'année 1852 sur une autre.)
- 1978, Fides.